# Courdimanche-sur-Essonne
Courdimanche-sur-Essonne là một xã ở tỉnh Essonne thuộc vùng Île-de-France miền bắc nước Pháp.
Theo điều tra dân số năm 1999, dân số xã này là 251 người. Ước tính dân số năm 2004 là 289.
Danh xưng cư dân địa phương Courdimanche-sur-Essonne trong tiếng Pháp là Courdimanchois.